# Yasaengdongmul bohogu-yeok
Yasaengdongmul bohogu-yeok (hangŭl: 야생동물 보호구역), noto anche con il titolo internazionale Wild Animals, in Italia come Animali Selvaggi, è un film del 1997 diretto da Kim Ki-duk.